# Дударёнок, Светлана Михайловна
Светла́на Миха́йловна Дударёнок (род. 18 декабря 1954, Иман, Приморский край, РСФСР, СССР) — советский и российский религиовед и историк, специалист по истории религии и государственно-религиозным отношениям; атеизму, протестантизму, новым религиозным движениям и истории религиозной жизни на Дальнем Востоке. Кандидат философских наук, доктор исторических наук, профессор.

## Биография
Светлана Михайловна Дударенок родилась 18 декабря 1954 года в г. Дальнереченске (Имане) Приморского края.
В 1972 году окончила среднюю школу и два года работала старшей пионерской вожатой в своей же школе. В 1974 году поступила на историческое отделение историко-правового факультета ДВГУ, в 1979 году его окончила. В 1979—1980 годах — стажёр-исследователь философского факультета ЛГУ им. А. А. Жданова.
С 1980 года под руководством М. И. Шахновича обучалась в аспирантуре кафедры истории и теории религии и атеизма философского факультета ЛГУ, которую окончила в ноябре 1984 года с защитой диссертации «Атеизм в развитом социалистическом обществе: сущность, формы и функции научного атеизма» (специальность 09.00.06 — Научный атеизм).
С 1984 года работала в ДВГУ-ДВФУ: до 1989 г. — ассистент, затем старший преподаватель кафедры философии, с 1989 года на только что созданной кафедре этики, эстетики и истории религии в той же должности, в 1991 году переведена на должность доцента. В 1992—1993 годах исполняла обязанности заместителя декана факультета политологии ДВГУ. В 1994 году кафедра этики, эстетики и истории религии была переименована в кафедру культурологии. В 2006 году переведена на должность профессора кафедры культурологии.
Звание доцента по кафедре этики, эстетики и истории религии присвоено в 1993 году; профессора по кафедре культурологии — в 2007 году. Диссертацию на соискание ученой степени док. ист. наук (специальность 07.00.02 — Отечественная история) на тему «Нетрадиционные религии на российском Дальнем Востоке: история и современность» защитила с специализированном совете ДВГУ в июне 2004 года; научный консультант: док. ист. наук, проф. Э. В. Ермакова.
С 2010 по 2018 год являлась председателем диссертационного совета по историческим наукам при ДВГУ/ДВФУ. С 2010 по 2016 год возглавляла кафедру отечественной истории и архивоведения ДВФУ. С 2016 по 2019 год работала профессором департамента истории и археологии ШГН (ШИГН) и на 0,5 ставки профессором кафедры культурологии ШИКС.
Является членом Российского профессорского собрания и Приморского отделения Российского исторического общества; председателем Экспертного совета по проведению религиоведческой экспертизы Управления Министерства юстиции РФ по Приморскому краю; экспертом Министерства образования и науки РФ в научно-технической сфере (свидетельство № 08-02545); действительным членом Общества изучения Амурского края — Приморского отделения Русского географического общества; председателем Приморского отделения Российского объединения исследователей религии (РОИР) и др.

## Научная деятельность
Сфера научных интересов: Историческое и теоретическое религиоведение. История религиозных общин Дальнего Востока России. История Дальнего Востока России. Религиозная жизнь стран АТР.
С 1980-х годов С. М. Дударёнок занимается изучением религиозных общин и религиозных организаций Дальнего Востока. В 1980-е годы была, наряду с Ю. П. Поповым, основателем университетского кружка, официально имевшего название атеистического, члены которого занимались изучением различных конфессий. В рамках работы кружка проходили встречи во священниками Русской православной церкви, членами баптистских, пятидесятнических, адвентистских и пр. общин.
Одной из приоритетных тем в исследованиях С. М. Дударёнок является тема появления и адаптации в дальневосточном регионе нетрадиционных религий (новых религиозных движений). Этим вопросам посвящена её монография и докторская диссертация «Нетрадиционные религии на российском Дальнем Востоке: история и современность». В своих работах она показала, что предпосылки широкого распространения новых религиозных движений на российском Дальнем Востоке в 1990-е годы сложились ещё в советский период; кроме того, ей впервые удалось собрать, обобщить и проанализировать данные о новых религиозных организациях в масштабах всего региона. На протяжении многих лет Светлана Михайловна активно участвует в научной жизни: проводит исследования и публикует их результаты, принимает участие в организации научных мероприятий (конференций, семинаров, совещаний). Является участником многих международных научных конференций, проводимых в Российской Федерации и за рубежом.
Она автор более 260 научных публикаций.
Среди её учеников, ставших впоследствии учёными-религиоведами, стоит отметить выпускников истфака Ю. А. Ветохину, Л. В. Кужевскую, Е. Б. Марина, М. Б. Сердюк, выпускников философского отделения Е. А. Бебневу и Е. А. Горяченко, факультета журналистики О. В. Шипилова и др.
Под руководством С.М. Дударенок подготовлено 7 кандидатов (исторических, политических, культурологических и философских наук) и три докторские диссертации  (О. П. Федирко, Н. В. Потапова, А.В. Друзяка).

## Научные труды
```
Наиболее значимые монографии
```

1. Дударёнок, С.М. Нетрадиционные религии на Дальнем Востоке: История и современность: монография. Владивосток: Изд-во ДВГУ, 2004. 532 с. ISBN 5-7444-1640-4
2. Сердюк, М.Б. Религиозная жизнь советского Дальнего Востока (1941-1954) [Текст] / М. Б. Сердюк, С. М. Дударёнок ; М-во образования и науки Российской Федерации, Федеральное агентство по образованию, Дальневосточный гос. ун-т, Приморское отд-ние Российского о-ва исследователей религии. Владивосток : Изд-во Дальневосточного ун-та, 2009. 206, [1] с., [1] л. цв. ил.; 20 см.; ISBN 978-5-7444-2275-X
3. Дударёнок, С.М. История протестантских церквей Приморского края (XIX -XX вв.) / [Текст] = History of protestant churches in Primorskiy krai (XIX-XX c.) : монография / С. М. Дударёнок, М. Б. Сердюк; Дальневосточный федеральный ун-т, Приморское отд-ние Российского о-ва исследователей религии. Владивосток : Изд-во Дальневосточного ун-та, 2014. 593 с., [16] л. ил., портр., факс. ISBN 978-5-906739-04-9
4. История христиан веры евангельской (пятидесятников) Дальнего Востока России, (1920-е - конец 1980-х гг.) [Текст] : [монография] / Дударёнок Светлана Михайловна, Федирко Оксана Петровна, Поспелова Александра Ивановна [и др.] ; Федеральное государственное бюджетное учреждение науки Институт истории, археологии и этнографии народов Дальнего Востока Дальневосточного отделения Российской академии наук. Владивосток : Дальневосточный федеральный ун-т, 2018. 464 с. : ил., табл.; 22 см. (Религиозная жизнь Дальнего Востока России). ISBN 978-5-6040734-9-0
5. Дударенок, С.М., Федирко, О.П. Церковь христиан - адвентистов седьмого дня Дальнего Востока России (1910-1990-е гг.): монография / под ред. С.М. Дударенок (отв. ред.) [Религиозная жизнь Дальнего Востока России]. Москва : Источник жизни, 2021. 475 с.: ил. ISBN 978-5-6040735-0-6
6. История евангельских христиан-баптистов Дальнего Востока России в XIX -XX вв.: монография / С.М. Дударенок, Е.А. Мурыгина, А.И. Поспелова [и др.]. Владивосток : ИИАЭ ДВО РАН, 2021. 556 с.: ил.  [Религиозная жизнь Дальнего Востока России] / ISBN 978-5-6040735-8-2

### Словари и справочники
1. Религиозные организации Приморского края : словарь-справочник / Дударёнок С. М., Сердюк М. Б., Владимиров Д. А.; под ред. Е. А. Поправко. — Владивосток : Изд-во Дальневост. ун-та, 2007. 376 с. ISBN 978-5-7444-2024-6
2. Религиозные организации Дальневосточного федерального округа : словарь-справочник / Дударёнок С. М., Поправко Е. А., Сердюк. М. Б., Владимиров Д. А., Федирко О. П., Поспелова А. И., Потапова Н. В., Воложенинова Н. Ю. — Владивосток : Изд-во Дальневост. ун-та, 2010. 580 с. ISBN 978-5-7444-2366-7
3. Профессора Дальневосточного государственного университета. История и современность. 1899-2008 / С.М. Дударенок, Э.В. Ермакова, Е.А. Поправко, И.К. Капран и др. Владивосток: Изд-во Дальневост. ун-та, 2009. 584 с. ISBN 978-5-7444-2214-1
4. Историки ВГПИ-ДВГУ-ДВФУ: Словарь-справочник (К 100-летию высшего исторического образования на Дальнем Востоке России) / С.М. Дударенок (отв. ред.), Р.М. Самигулин, В.Л. Агапов, О.П. Федирко, А.А. Крупянко. Владивосток: ИИАЭ ДВО РАН, 2021. 192 с.ю ISBN 978-5-907413-08-5
5. Научные сотрудники Института истории, археологии и этнографии народов Дальнего Востока ДВО РАН (к 50-летию ИИАЭ ДВО РАН). Справочное издание / гл. ред. Н.Н.Крадин; отв. ред., рук. автор. кол-ва С.М. Дударенок. Владивосток: ИИАЭ ДВО РАН, 2021. 562 с. ISBN 978-5-6045470-0-7

### Научные статьи
1. Fedirko O.P., Dudarenok S.V. Features of the confessional situation in the Russian Far East in the context of globalization // The European Proceedings of Social & Behavioural Sciences. 2019.
2. Дударёнок С.М. Особенности формирования и тенденции развития религиозного пространства Дальнего Востока в постсоветских период // Диалог со временем. Альманах интеллектуальной истории. 2015. Вып. 52. С. 323-345.
3. Дударёнок С.М. Религия, церковь, верующие на российском Дальнем Востоке в конце XIX-XX веке // Диалог со временем. Москва : ИВИ, 2015. С. 368-397.
4. Fedirko O.P., Dudarenok S.M., Serduk M.B. Periodization of State-Confessional relations in the Russian Far East in 1917-1939 // Middle East Journal of Scientific Research. 2014; 11 (12s). 104-106 (на англ. яз.).
5. Fedirko O.P., Dudarenok S.M., Serduk M.B. Protestant churches in the Primorsky territory during the first post-soviet decade // The Social Sciences (Pakistan). 2016. Т. 11. № S5. С. 6656-6662. (на англ. яз.).
6. Dudarenok S.M. Entre prophéeties et persécutions: La émigration des pentecôtistes de Nakhodka // Slavica Occitania. 2013. № 36. P. 285-303
7. Dudarenok S.M. The emigration movement of Nakhodka’s Pentecostals (Christians of Evangelical Belief) not only as a way of preservation of the religious identity, but also as a consequence of the realization of their religious practices // Социология и Икономика. Година II. Брой 2/ 2012. С. 96-110.
8. Дударёнок С.М. Движение Объединения Сан Мен Муна в Приморском крае в начале 90-х гг. XX в. // Религия и общество – 7: сб. науч. статей / под. общ. ред. В.В. Старостенко, О.В. Дьяченко. Могилев: УО «МГУ им. А.А. Кулешова», 2012. С.32-35.
9. Дударёнок С.М. Рух объеднання Сан Мен Муна у Приморському краi у 90-х роках XX столiття // Науковый Вiсник. Миколаiвського державного университету iменi В.О. Сухомлинського.  Вип. 3. 29. Iсторичнi науки (Збiрник наукових праць). До 90-рiччя доктор киiсторичник наук, професорки А.Г. Черных. Миколаiв, МДУ iменi В.О. Сухомлинського.  2010. С. 185-193.
10. Дударёнок С.М. Современная религиозная ситуация на российском Дальнем Востоке: особенности формирования и тенденции развития // Религиозная свобода. «Свобода религии и демократия: старые и новые вызовы» / под. ред. д.ф.н. К. Колодного. Киев : УАН, 2010. № 15. С. 254-268.
11. Дударёнок С.М. Свидетели Иеговы на территории Хабаровского края 1950-80-е годы XX века) // Международная научная конференция «Русская марксистская философия и философия культуры в пост-СССР» (XII Всекитайская научная конференция русской философии). Сб. статей конф. Харбин, 2009. С.127-143.

Интервью
- Барбенко Я. А. «Только общение может заставить мыслить»: интервью с С. М. Дударёнок и Р. М. Самигулиным // Известия Восточного института. — 2013. — № 2 (22). — С. 65—73. — ISSN 1813-8101.